# Sierras De Los Valles, Aísa Y Borau
Sierras De Los Valles, Aísa Y Borau este o arie protejată (arie specială de conservare — SAC, sit de importanță comunitară — SCI) din Spania întinsă pe o suprafață de 10.769,32 ha, integral pe uscat.

## Localizare
Centrul sitului Sierras De Los Valles, Aísa Y Borau este situat la coordonatele 42°39′52″N 0°46′32″W / 42.6644°N 0.775565°V.

## Înființare
Situl Sierras De Los Valles, Aísa Y Borau a fost declarat sit de importanță comunitară în iulie 2000 pentru a proteja 1 specie de plante și 9 specii de animale. Situl a fost protejat și ca arie specială de conservare în februarie 2021.

## Biodiversitate
Situată în ecoregiunea mediteraneană, aria protejată conține 8 habitate naturale: Păduri pe pante, grohotișuri și ravene de Tilio-Acerion, Lande oro-mediteraneene cu formațiuni endemice de grozamă, Păduri de Quercus ilex și Quercus rotundifolia, Pajiști uscate seminaturale și facies de acoperire cu tufișuri pe substraturi calcaroase (Festuco-Brometalia) (* situri importante pentru orhidee), Păduri iberice de Quercus faginea și Quercus canariensis, Păduri de fag din Europa Centrală dezvoltate pe sol calcaros cu Cephalanthero-Fagion, Pante stâncoase calcaroase cu vegetație casmofită, Râuri de munte și vegetația lor lemnoasă cu Salix elaeagnos.
La baza desemnării sitului se află mai multe specii protejate:
- plante (1): Narcissus asturiensis
- mamifere (2): nurcă (Mustela lutreola), liliacul mic cu potcoavă (Rhinolophus hipposideros)
- nevertebrate (5): Austropotamobius pallipes, fluturele de noapte (Eriogaster catax), Graellsia isabellae, rădașcă (Lucanus cervus), Rosalia alpina
- pești (2): Cobitis calderoni, Parachondrostoma miegii

Pe lângă speciile protejate, pe teritoriul sitului au mai fost identificate 6 specii de plante, 29 de specii de păsări, 6 specii de amfibieni, 6 specii de mamifere, 4 specii de pești, 3 specii de reptile.